# Deltocephalus immaculipennis
Deltocephalus immaculipennis är en insektsart som beskrevs av Blanchard 1852. Deltocephalus immaculipennis ingår i släktet Deltocephalus och familjen dvärgstritar. Inga underarter finns listade i Catalogue of Life.